# Розетка (декор)

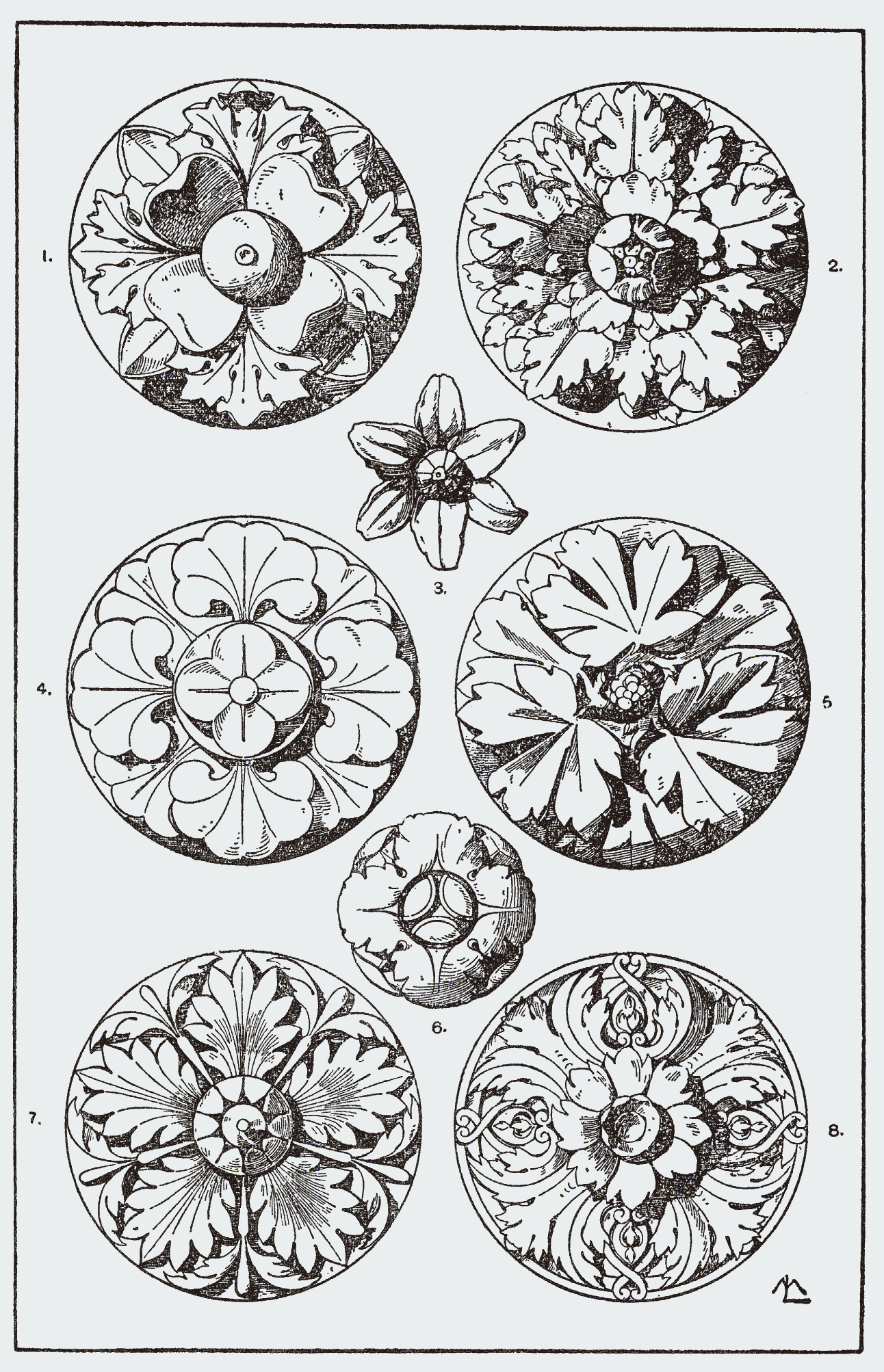
Различные типы розеток. Иллюстрация «Руководства по орнаменту» Франца Майера. 1898

Розе́тка, розе́тта (от фр. rosette, буквально «розочка») — мотив орнамента в виде лепестков распустившегося цветка или нескольких листьев, одинаковых по форме, расположенных симметрично и радиально расходящихся из сердцевины, аналогично ботанической розетке.
Подобные мотивы встречаются в искусстве древней Месопотамии, Древнего Египта, древней Персии, Индии (в виде «колеса Сансары»), Китая. Геометризованное изображение 16-лепесткового цветка жёлтой или оранжевой хризантемы является неофициальным гербом и императорской печатью Японии. Наибольшее распространение получили мотивы розеток на основе стилизованного цветка лотоса. В Древней Греции розетки украшали погребальные стелы. В греческой архитектуре дорического и в римской тосканского и композитного ордеров использовали накладные розетки из позолоченной бронзы на фризах и кессонированных потолках.
В раскопках Старой Ладоги VIII—XI веков на Северо-Западе Руси археологи находят женские украшения (подвески: колты, «височные кольца») из спиралевидных колец и «лунниц», типичных для искусства древней Скандинавии. Розетки в форме круга, из центра которого расходятся спиральные линии, создающие эффект зрительного вращения, называют «вихревыми». Такие розетки близки древнейшим знакам огня (свастике) и воды (меандру). В древнерусском искусстве X—XII веков вихревые розетки называли «водоворот». Такие формы встречаются в изделиях по металлу древних викингов, которые, вероятно, и привнесли их на Русь: в Старую Ладогу и Киев. Похожие украшения из золота и серебра изготавливали в Византии.
Мотив розетки получил распространение в искусстве романского и готического периодов и в эпоху Ренессанса. Трёхлопастная розетка, имеющая не только декоративный, но и символический смысл, получила название трифолия (мотив в виде комбинации двух равносторонних треугольников «Звезды Давида» или трёх лепестков — символ Пресвятой Троицы). Мотив розетки в виде комбинации квадрата и цветка с четырьмя симметричными лепестками в системе «поворотной симметрии» называется квадрифолием. В сложной орнаментике готической каменной и деревянной резьбы, переплётах витражных окон, вимпергов, резьбе церковной мебели, кресел хоров, мотивы розеток-трифолиев, сохраняя свою символику, превращались в сочетании с другими фигурами в сложные переплетения типа масверка. Мотив квадрифолия применяли в европейской архитектуре, книжной миниатюре и скульптуре различных периодов и стилей. Розетты бывают рельефные, лепные, а также плоские, имитирующие объёмные, в технике монохромной росписи гризайль.
В архитектуре готики большие круглые окна на западных фасадах и фасадах трансептов, расчленённые фигурными переплётами витражей, с мотивами звезды или распустившегося цветка, получили название: Большая роза. В Византии и в империи Карла Великого изготавливали реликварии — шкатулки из слоновой кости, украшенные позолоченными розетками. Отсюда название: «коробочки с розетками» (нем. Rosettenkästen). В западноевропейском средневековье с развитием культа «Мадонны роз» мотив розетки приобрёл новые символические значения. В розариях — изобразительных композициях на тему прославления Мадонны — количество лепестков роз имело литургический смысл. В искусстве классицизма, неоклассицизма и ампира последующих веков мотивы розеток использовали повсеместно: в архитектуре, резьбе по дереву, в мебели, декоративных тканях, изделиях из бронзы, поскольку они свидетельствовали об обращении к классической античной традиции.
Многообразие разновидностей розеток можно свести к следующим основным типам:
- розетка акантовая — розетка с лепестками, выполненными в виде радиально расходящихся листьев аканта, чередующихся со стрелками (подобно ионикам).
- розетка спиралевидная — относится к древнескандинавским солярным знакам.
- розетка-лунница — или «лунула», составленная из двух полумесяцев.
- розетка вихревая — в форме круга, из центра которого расходятся спиральные линии, создающие эффект зрительного вращения.
- розетка зонтичная — в виде эллипса с расходящимися лучами.
- розетка солнечная — солярный знак, подобный вихревой розетке.